# Marc Martí Moreno
 Campione spagnolo Terra (2000)
Marc Martí Moreno (Molins de Rei, 1º ottobre 1966) è un copilota di rally spagnolo.
Ha debuttato nei Rally nel 1991.
Nel 2003 ha sostituito Luis Moya come navigatore di Carlos Sainz e, al ritiro di quest'ultimo dalle competizioni del campionato del mondo rally, avvenuto nel 2005, è passato a gareggiare in coppia con Daniel Sordo.

## Vittorie nel mondiale rally

### Junior WRC
| # | Stagione | Evento             | Pilota     | Auto             |
| - | -------- | ------------------ | ---------- | ---------------- |
| 1 | 2005     | Rally di Sardegna  | Dani Sordo | Citroën C2 S1600 |
| 2 | 2005     | Rally di Finlandia | Dani Sordo | Citroën C2 S1600 |
| 3 | 2005     | Rally di Germania  | Dani Sordo | Citroën C2 S1600 |
| 4 | 2005     | Rally di Catalogna | Dani Sordo | Citroën C2 S1600 |

### WRC-2
| # | Stagione | Evento            | Pilota       | Auto           |
| - | -------- | ----------------- | ------------ | -------------- |
| 1 | 2019     | Rally d'Argentina | Pedro Heller | Ford Fiesta R5 |

### WRC
| # | Stagione | Evento            | Pilota       | Auto              | Squadra             |
| - | -------- | ----------------- | ------------ | ----------------- | ------------------- |
| 1 | 2001     | Tour de Corse     | Jesús Puras  | Citroën Xsara WRC | Automobiles Citroën |
| 2 | 2003     | Rally di Turchia  | Carlos Sainz | Citroën Xsara WRC | Citroën Total WRT   |
| 3 | 2004     | Rally d'Argentina | Carlos Sainz | Citroën Xsara WRC | Citroën Total WRT   |

### ERC
| # | Stagione | Evento                       | Pilota            | Auto                   |
| - | -------- | ---------------------------- | ----------------- | ---------------------- |
| 1 | 1994     | Rally Principe delle Asturie | Oriol Gómez Marco | Renault Clio Williams  |
| 2 | 1996     | Rally Principe delle Asturie | Oriol Gómez Marco | Renault Mégane Maxi    |
| 3 | 1999     | Rallye El Corte Inglés       | Jesús Puras       | Citroën Xsara Kit Car  |
| 4 | 2000     | Rallye El Corte Inglés       | Jesús Puras       | Citroën Xsara Kit Car  |
| 5 | 2022     | Rally Serras de Fafe         | Nil Solans        | Volkswagen Polo GTI R5 |
| 6 | 2022     | Rally delle Isole Canarie    | Nil Solans        | Volkswagen Polo GTI R5 |

### Altri Rally
| #  | Stagione | Campionato                | Evento                                      | Pilota               | Auto                      |
| -- | -------- | ------------------------- | ------------------------------------------- | -------------------- | ------------------------- |
| 1  | 1988     | -                         | Rally Ripollés                              | Josep Anton Rovelló  | Renault 5 Turbo GT        |
| 2  | 1994     | Campionato spagnolo       | Rally Caja Cantabria                        | Oriol Gómez Marco    | Renault Clio Williams     |
| 3  | 1994     | Campionato spagnolo       | Rallye Villa de Llanes                      | Oriol Gómez Marco    | Renault Clio Williams     |
| 4  | 1994     | Campionato spagnolo       | Rally San Froilán                           | Oriol Gómez Marco    | Renault Clio Williams     |
| 5  | 1994     | Campionato spagnolo       | Rallye San Agustín                          | Oriol Gómez Marco    | Renault Clio Williams     |
| 6  | 1995     | Campionato spagnolo       | Rally Sierra Morena                         | Oriol Gómez Marco    | Renault Clio Williams     |
| 7  | 1995     | Campionato spagnolo       | Rallye Villa de Llanes                      | Oriol Gómez Marco    | Renault Clio Williams     |
| 8  | 1996     | Campionato spagnolo terra | Rally Ciudad de Cuenca                      | Pedro Javier Diego   | Lancia Delta HF Integrale |
| 9  | 1996     | Campionato spagnolo terra | Rally Ciudad de Linares                     | Pedro Javier Diego   | Lancia Delta HF Integrale |
| 10 | 1996     | Campionato spagnolo terra | Rally Navalcarnero                          | Pedro Javier Diego   | Lancia Delta HF Integrale |
| 11 | 1996     | Campionato spagnolo terra | Rally de Zaragoza 1                         | Pedro Javier Diego   | Lancia Delta HF Integrale |
| 12 | 1996     | Campionato spagnolo terra | Rally de Zaragoza 2                         | Pedro Javier Diego   | Lancia Delta HF Integrale |
| 13 | 1999     | Campionato spagnolo       | Rallye Caja Cantabria                       | Jesús Puras          | Citroën Xsara Kit Car     |
| 14 | 1999     | Campionato spagnolo       | Rallye Villa de Llanes                      | Jesús Puras          | Citroën Xsara Kit Car     |
| 15 | 1999     | Campionato spagnolo       | Rallye de Ourense                           | Jesús Puras          | Citroën Xsara Kit Car     |
| 16 | 1999     | Campionato spagnolo       | Rallye Rias Baixas                          | Jesús Puras          | Citroën Xsara Kit Car     |
| 17 | 1999     | Campionato spagnolo       | Rally Principe delle Asturie                | Jesús Puras          | Citroën Xsara Kit Car     |
| 18 | 1999     | Campionato spagnolo       | Rallye Salou-Costa Daurada                  | Jesús Puras          | Citroën Xsara Kit Car     |
| 19 | 1999     | Campionato spagnolo       | Rallye de Madrid                            | Jesús Puras          | Citroën Xsara Kit Car     |
| 20 | 2000     | Campionato spagnolo       | Rallye Caja Cantabria                       | Jesús Puras          | Citroën Xsara Kit Car     |
| 21 | 2000     | Campionato spagnolo       | Rally Mediterráneo-Airtel                   | Jesús Puras          | Citroën Xsara Kit Car     |
| 22 | 2000     | Campionato spagnolo       | Rallye de Ourense                           | Jesús Puras          | Citroën Xsara Kit Car     |
| 23 | 2000     | Campionato spagnolo       | Rallye de Avilés                            | Jesús Puras          | Citroën Xsara Kit Car     |
| 24 | 2000     | Campionato spagnolo       | Rally Principe delle Asturie                | Jesús Puras          | Citroën Xsara Kit Car     |
| 25 | 2000     | Campionato spagnolo       | Rally de La Vendimia                        | Jesús Puras          | Citroën Xsara Kit Car     |
| 26 | 2000     | Campionato spagnolo       | Rally de Madrid                             | Jesús Puras          | Citroën Xsara Kit Car     |
| 27 | 2001     | Campionato spagnolo       | Rallye del Mediterráneo-Trofeo Costa Blanca | Jesús Puras          | Citroën Xsara T4          |
| 28 | 2001     | Campionato spagnolo terra | Rally Ciudad de Zaragoza                    | Jesús Puras          | Toyota Corolla WRC        |
| 29 | 2002     | Campionato spagnolo terra | Rally de La Oliva                           | Luis Climent Asensio | Subaru Impreza WRC S5 '99 |
| 30 | 2005     | Campionato spagnolo       | Rallye Cantabria Infinita                   | Dani Sordo           | Citroën C2 S1600          |
| 31 | 2005     | Campionato spagnolo       | Rallye de Ferrol                            | Dani Sordo           | Citroën C2 S1600          |
| 32 | 2005     | Campionato spagnolo       | Rallye Villa de Llanes                      | Dani Sordo           | Citroën C2 S1600          |
| 33 | 2005     | Coppa ovest-europea       | Rally Principe delle Asturie                | Dani Sordo           | Citroën C2 S1600          |
| 34 | 2008     | Campionato finlandese     | SM O.K. Auto-ralli                          | Dani Sordo           | Citroën C4 WRC            |
| 35 | 2010     | Campionato finlandese     | Rally Artico                                | Dani Sordo           | Citroën C4 WRC            |
| 36 | 2013     | -                         | Rally di Monza - Vetture WRC 1.6T           | Dani Sordo           | Citroën DS3 WRC           |
| 37 | 2013     | -                         | Rally di Monza                              | Dani Sordo           | Citroën DS3 WRC           |
| 38 | 2018     | NACAM                     | NACAM Rally Montañas                        | Ricardo Triviño      | Citroën DS3 R5            |
| 39 | 2019     | Campionato cileno         | Gran Premio de Los Ángeles                  | Pedro Heller         | Ford Fiesta R5            |
| 40 | 2019     | NACAM                     | Rally Montañas                              | Ricardo Triviño      | Škoda Fabia R5            |
| 41 | 2019     | NACAM                     | Rally Sierra Juárez                         | Ricardo Triviño      | Škoda Fabia R5            |
| 42 | 2020     | Campionato spagnolo terra | Rallye Tierras Altas de Lorca               | Nil Solans           | Škoda Fabia R5            |
| 43 | 2020     | NACAM                     | Rally Colima                                | Ricardo Triviño      | Škoda Fabia Rally2 evo    |
| 44 | 2021     | Campionato cileno         | Rally Rinconada Los Andes                   | Pedro Heller         | Citroën C3 Rally2         |
| 45 | 2024     | -                         | Rally Hecho en México                       | Miguel Granados      | Škoda Fabia Rally2 evo    |
| 46 | 2024     | -                         | Rally Senderos - Trofeo Cicar               | Nil Solans           | Citroën C3 Rally2         |
| 47 | 2025     | -                         | Rally Hecho en México                       | Miguel Granados      | Škoda Fabia Rally2 evo    |

## Risultati nel mondiale rally

### WRC
| 1991 | Scuderia              | Vettura            |  |  |  |  |  |  |  |  |  |  |  |  |     |  |  |  | Punti | Pos. |
| ---- | --------------------- | ------------------ |  |  |  |  |  |  |  |  |  |  |  |  | --- |  |  |  | ----- | ---- |
| 1991 | Gamace MC Competición | Peugeot 309 GTI 16 |  |  |  |  |  |  |  |  |  |  |  |  | Rit |  |  |  | 0     |      |

| 1992 | Scuderia              | Vettura         |  |  |  |  |  |  |  |  |  |  |  |  |    |  |  |  | Punti | Pos. |
| ---- | --------------------- | --------------- |  |  |  |  |  |  |  |  |  |  |  |  | -- |  |  |  | ----- | ---- |
| 1992 | Gamace MC Competición | Peugeot 309 GTI |  |  |  |  |  |  |  |  |  |  |  |  | 21 |  |  |  | 0     |      |

| 1993 | Scuderia             | Vettura         |  |  |  |  |  |  |  |  |  |  |  |    |  |  |  |  | Punti | Pos. |
| ---- | -------------------- | --------------- |  |  |  |  |  |  |  |  |  |  |  | -- |  |  |  |  | ----- | ---- |
| 1993 | Peugeot Talbot Sport | Peugeot 106 XSi |  |  |  |  |  |  |  |  |  |  |  | 10 |  |  |  |  | 0     |      |

| 1995 | Scuderia            | Vettura               |  |  |  |  |  |  |   |  |  |  |  |  |  |  |  |  | Punti | Pos. |
| ---- | ------------------- | --------------------- |  |  |  |  |  |  | - |  |  |  |  |  |  |  |  |  | ----- | ---- |
| 1995 | Renault Competicion | Renault Clio Williams |  |  |  |  |  |  | 7 |  |  |  |  |  |  |  |  |  | 0     |      |

| 1996 | Scuderia             | Vettura             |  |  |  |  |  |  |  |  |   |  |  |  |  |  |  |  | Punti | Pos. |
| ---- | -------------------- | ------------------- |  |  |  |  |  |  |  |  | - |  |  |  |  |  |  |  | ----- | ---- |
| 1996 | Renault Sport España | Renault Mégane Maxi |  |  |  |  |  |  |  |  | 8 |  |  |  |  |  |  |  | 0     |      |

| 1997 | Scuderia   | Vettura                                      |    |  |  |  |     |  |   |    |    |    |  |     |    |     |  |  | Punti | Pos. |
| ---- | ---------- | -------------------------------------------- | -- |  |  |  | --- |  | - | -- | -- | -- |  | --- | -- | --- |  |  | ----- | ---- |
| 1997 | Seat Sport | Seat Ibiza Kit Car e Seat Ibiza Kit Car Evo2 | 15 |  |  |  | Rit |  | 9 | 15 | 15 | 23 |  | Rit | 17 | Rit |  |  | 0     |      |

| 1998 | Scuderia   | Vettura                                                            |     |    |     |    |    |  |    |    |  |     |  |  |  |  |  |  | Punti | Pos. |
| ---- | ---------- | ------------------------------------------------------------------ | --- | -- | --- | -- | -- |  | -- | -- |  | --- |  |  |  |  |  |  | ----- | ---- |
| 1998 | Seat Sport | Seat Ibiza Kit Car Evo2, Seat Ibiza 2.0 GTi 16V e SEAT Córdoba WRC | Rit | 36 | Rit | 20 | 15 |  | 10 | 16 |  | Rit |  |  |  |  |  |  | 0     |      |

| 1999 | Scuderia                                              | Vettura                                                                              |     |  |  |  |     |   |  |  |  |     |     |     |  |    |  |  | Punti | Pos. |
| ---- | ----------------------------------------------------- | ------------------------------------------------------------------------------------ | --- |  |  |  | --- | - |  |  |  | --- | --- | --- |  | -- |  |  | ----- | ---- |
| 1999 | Automobiles Citroën, Citroën Hispania e Citroën Sport | Citroën Saxo Kit Car, Citroën Xsara Kit Car, Subaru Impreza WRX e Toyota Corolla WRC | Rit |  |  |  | Rit | 2 |  |  |  | Rit | Rit | Rit |  | 16 |  |  | 6     | 12º  |

| 2000 | Scuderia      | Vettura                                                                                              |  |  |  |     |     |  |  |  |     |  |    |    |  |  |  |  | Punti | Pos. |
| ---- | ------------- | --- |  |  |  | --- | --- |  |  |  | --- |  | -- | -- |  |  |  |  | ----- | ---- |
| 2000 | Citroën Sport | Mitsubishi Carisma GT Evo VI, Citroën Xsara Kit Car, Mitsubishi Lancer Evo VI e Citroën Saxo Kit Car |  |  |  | Rit | Rit |  |  |  | Rit |  | 28 | 35 |  |  |  |  | 0     |      |

| 2001 | Scuderia            | Vettura                                  |     |  |  |     |  |  |  |  |  |  |     |   |  |  |  |  | Punti | Pos. |
| ---- | ------------------- | ---------------------------------------- | --- |  |  | --- |  |  |  |  |  |  | --- | - |  |  |  |  | ----- | ---- |
| 2001 | Automobiles Citroën | Citroën Saxo Kit Car e Citroën Xsara WRC | Rit |  |  | Rit |  |  |  |  |  |  | Rit | 1 |  |  |  |  | 10    | 11º  |

| 2002 | Scuderia                                  | Vettura                                |  |  |  |     |  |  |  |  |  |     |  |  |  |  |  |  | Punti | Pos. |
| ---- | ----------------------------------------- | -------------------------------------- |  |  |  | --- |  |  |  |  |  | --- |  |  |  |  |  |  | ----- | ---- |
| 2002 | Ford Motor Co. Ltd. e Automobiles Citroën | Ford Focus WRC '02 e Citroën Xsara WRC |  |  |  | Rit |  |  |  |  |  | Rit |  |  |  |  |  |  | 0     |      |

| 2003 | Scuderia          | Vettura           |   |   |   |    |   |   |   |   |   |   |   |   |   |     |  |  | Punti | Pos. |
| ---- | ----------------- | ----------------- | - | - | - | -- | - | - | - | - | - | - | - | - | - | --- |  |  | ----- | ---- |
| 2003 | Citroën Total WRT | Citroën Xsara WRC | 3 | 9 | 1 | 12 | 2 | 2 | 5 | 6 | 4 | 5 | 4 | 2 | 7 | Rit |  |  | 63    | 3º   |

| 2004 | Scuderia          | Vettura           |     |   |   |   |   |    |   |   |   |   |   |   |   |   |   |  | Punti | Pos. |
| ---- | ----------------- | ----------------- | --- | - | - | - | - | -- | - | - | - | - | - | - | - | - | - |  | ----- | ---- |
| 2004 | Citroën Total WRT | Citroën Xsara WRC | Rit | 5 | 3 | 6 | 3 | 19 | 4 | 1 | 3 | 3 | 5 | 4 | 3 | 3 | 3 |  | 73    | 4º   |

| 2005 | Scuderia          | Vettura                              |    |  |  |  |    |  |   |   |  |    |    |  |  |    |    |  | Punti | Pos. |
| ---- | ----------------- | ------------------------------------ | -- |  |  |  | -- |  | - | - |  | -- | -- |  |  | -- | -- |  | ----- | ---- |
| 2005 | Citroën Total WRT | Citroën C2 S1600 e Citroën Xsara WRC | 15 |  |  |  | 17 |  | 4 | 3 |  | 15 | 13 |  |  | 15 | 12 |  | 11    | 13º  |

| 2006 | Scuderia      | Vettura           |   |    |   |   |   |   |   |   |   |     |    |     |   |    |   |   | Punti | Pos. |
| ---- | ------------- | ----------------- | - | -- | - | - | - | - | - | - | - | --- | -- | --- | - | -- | - | - | ----- | ---- |
| 2006 | Kronos Racing | Citroën Xsara WRC | 8 | 16 | 4 | 2 | 3 | 5 | 3 | 6 | 2 | Rit | SQ | Rit | 7 | 23 | 5 | 7 | 49    | 5º   |

| 2007 | Scuderia          | Vettura        |   |    |    |   |   |   |   |    |     |     |   |   |   |   |   |   | Punti | Pos. |
| ---- | ----------------- | -------------- | - | -- | -- | - | - | - | - | -- | --- | --- | - | - | - | - | - | - | ----- | ---- |
| 2007 | Citroën Total WRT | Citroën C4 WRC | 2 | 12 | 25 | 4 | 3 | 6 | 3 | 24 | Rit | Rit | 6 | 2 | 3 | 2 | 2 | 5 | 65    | 4º   |

| 2008 | Scuderia          | Vettura        |    |   |    |   |   |   |   |   |   |   |   |   |     |     |   |  | Punti | Pos. |
| ---- | ----------------- | -------------- | -- | - | -- | - | - | - | - | - | - | - | - | - | --- | --- | - |  | ----- | ---- |
| 2008 | Citroën Total WRT | Citroën C4 WRC | 11 | 6 | 16 | 3 | 2 | 5 | 5 | 4 | 4 | 2 | 2 | 2 | Rit | Rit | 3 |  | 65    | 3º   |

| 2009 | Scuderia          | Vettura        |   |   |   |   |   |    |    |   |   |   |   |   |  |  |  |  | Punti | Pos. |
| ---- | ----------------- | -------------- | - | - | - | - | - | -- | -- | - | - | - | - | - |  |  |  |  | ----- | ---- |
| 2009 | Citroën Total WRT | Citroën C4 WRC | 2 | 5 | 4 | 3 | 2 | 22 | 11 | 2 | 4 | 3 | 2 | 3 |  |  |  |  | 64    | 3º   |

| 2010 | Scuderia                                | Vettura                                         |   |    |   |     |   |   |   |   |  |  |  |    |  |  |  |  | Punti | Pos. |
| ---- | --------------------------------------- | ----------------------------------------------- | - | -- | - | --- | - | - | - | - |  |  |  | -- |  |  |  |  | ----- | ---- |
| 2010 | Citroën Total WRT e Citroën Junior Team | Citroën C4 WRC e Fiat Abarth Grande Punto S2000 | 4 | 14 | 4 | Rit | 5 | 3 | 2 | 5 |  |  |  | 17 |  |  |  |  | 77    | 6º   |

| 2012 | Scuderia | Vettura                    |  |  |  |  |    |  |  |  |  |  |  |  |  |  |  |  | Punti | Pos. |
| ---- | -------- | -------------------------- |  |  |  |  | -- |  |  |  |  |  |  |  |  |  |  |  | ----- | ---- |
| 2012 |          | Mini John Cooper Works WRC |  |  |  |  | 12 |  |  |  |  |  |  |  |  |  |  |  | 0     |      |

| 2014 | Scuderia           | Vettura         |     |  |  |     |     |  |  |  |   |  |   |   |  |  |  |  | Punti | Pos. |
| ---- | ------------------ | --------------- | --- |  |  | --- | --- |  |  |  | - |  | - | - |  |  |  |  | ----- | ---- |
| 2014 | Hyundai Motorsport | Hyundai i20 WRC | Rit |  |  | Rit | Rit |  |  |  | 2 |  | 4 | 5 |  |  |  |  | 40    | 11º  |

| 2015 | Scuderia                                  | Vettura         |   |  |   |    |   |    |    |    |    |   |   |   |   |  |  |  | Punti | Pos. |
| ---- | ----------------------------------------- | --------------- | - |  | - | -- | - | -- | -- | -- | -- | - | - | - | - |  |  |  | ----- | ---- |
| 2015 | Hyundai Motorsport e Hyundai Motorsport N | Hyundai i20 WRC | 6 |  | 5 | 54 | 6 | 20 | 10 | 11 | 45 | 8 | 7 | 3 | 4 |  |  |  | 89    | 8º   |

| 2016 | Scuderia                                  | Vettura            |    |   |   |   |   |   |     |  |   |   |    |   |   |  |  |  | Punti | Pos. |
| ---- | ----------------------------------------- | ------------------ | -- | - | - | - | - | - | --- |  | - | - | -- | - | - |  |  |  | ----- | ---- |
| 2016 | Hyundai Motorsport e Hyundai Motorsport N | Hyundai NG i20 WRC | 64 | 6 | 4 | 4 | 4 | 4 | Rit |  | 2 | 7 | 25 | 6 | 5 |  |  |  | 130   | 5º   |

| 2017 | Scuderia           | Vettura               |    |   |    |    |   |   |    |   |   |    |    |    |  |  |  |  | Punti | Pos. |
| ---- | ------------------ | --------------------- | -- | - | -- | -- | - | - | -- | - | - | -- | -- | -- |  |  |  |  | ----- | ---- |
| 2017 | Hyundai Motorsport | Hyundai i20 Coupe WRC | 45 | 4 | 85 | 34 | 8 | 3 | 12 | 4 | 9 | 34 | 15 | 10 |  |  |  |  | 95    | 6º   |

| 2018 | Scuderia | Vettura                         |  |  |    |  |  |  |  |  |  |  |    |    |  |  |  |  | Punti | Pos. |
| ---- | -------- | ------------------------------- |  |  | -- |  |  |  |  |  |  |  | -- | -- |  |  |  |  | ----- | ---- |
| 2018 |          | Citroën DS3 R5 e Ford Fiesta R5 |  |  | 18 |  |  |  |  |  |  |  | 37 | 16 |  |  |  |  | 0     |      |

| 2019 | Scuderia | Vettura                                                 |  |  |    |     |    |    |  |     |  |  |  |  |    |  |  |  | Punti | Pos. |
| ---- | -------- | ------------------------------------------------------- |  |  | -- | --- | -- | -- |  | --- |  |  |  |  | -- |  |  |  | ----- | ---- |
| 2019 |          | Škoda Fabia R5, Ford Fiesta R5 e Volkswagen Polo GTI R5 |  |  | 10 | Rit | 10 | 28 |  | Rit |  |  |  |  | 21 |  |  |  | 2     | 25º  |

| 2020 | Scuderia | Vettura                             |  |  |    |  |    |    |  |  |  |  |  |  |  |  |  |  | Punti | Pos. |
| ---- | -------- | ----------------------------------- |  |  | -- |  | -- | -- |  |  |  |  |  |  |  |  |  |  | ----- | ---- |
| 2020 |          | Škoda Fabia R5 e Ford Fiesta Rally2 |  |  | 12 |  | 12 | 17 |  |  |  |  |  |  |  |  |  |  | 0     |      |

| 2021 | Scuderia               | Vettura                                   |  |  |  |    |     |  |  |  |  |  |   |  |  |  |  |  | Punti | Pos. |
| ---- | ---------------------- | ----------------------------------------- |  |  |  | -- | --- |  |  |  |  |  | - |  |  |  |  |  | ----- | ---- |
| 2021 | Hyundai 2C Competition | Citroën C3 Rally2 e Hyundai i20 Coupe WRC |  |  |  | 23 | Rit |  |  |  |  |  | 8 |  |  |  |  |  | 4     | 29º  |

| 2022 | Scuderia | Vettura                |  |    |    |    |     |  |     |  |  |    |  |  |  |  |  |  | Punti | Pos. |
| ---- | -------- | ---------------------- |  | -- | -- | -- | --- |  | --- |  |  | -- |  |  |  |  |  |  | ----- | ---- |
| 2022 |          | Škoda Fabia Rally2 Evo |  | 19 | 45 | 44 | Rit |  | Rit |  |  | 40 |  |  |  |  |  |  | 0     |      |

| 2023 | Scuderia | Vettura                |  |  |    |  |  |  |  |  |  |  |  |  |  |  |  |  | Punti | Pos. |
| ---- | -------- | ---------------------- |  |  | -- |  |  |  |  |  |  |  |  |  |  |  |  |  | ----- | ---- |
| 2023 |          | Škoda Fabia Rally2 Evo |  |  | 26 |  |  |  |  |  |  |  |  |  |  |  |  |  | 0     |      |

| 2024 | Scuderia | Vettura               |  |  |  |  |     |    |  |  |  |    |  |  |  |  |  |  | Punti | Pos. |
| ---- | -------- | --------------------- |  |  |  |  | --- | -- |  |  |  | -- |  |  |  |  |  |  | ----- | ---- |
| 2024 |          | Škoda Fabia RS Rally2 |  |  |  |  | Rit | 27 |  |  |  | 20 |  |  |  |  |  |  | 0     |      |

| 2025 | Scuderia | Vettura               |  |    |  |    |    |    |    |  |  |  |  |  |  |  |  |  | Punti | Pos. |
| ---- | -------- | --------------------- |  | -- |  | -- | -- | -- | -- |  |  |  |  |  |  |  |  |  | ----- | ---- |
| 2025 |          | Škoda Fabia RS Rally2 |  | 39 |  | 33 | 63 | 26 | 23 |  |  |  |  |  |  |  |  |  | 0     |      |

| Legenda | 1º posto | 2º posto | 3º posto | A punti | Senza punti | Ritirato | Squalificato | NP=Non partito C=Gara cancellata | Apice=Power stage |

### WRC-2
| 2018 | Scuderia | Vettura        |  |  |  |  |  |  |  |  |  |  |    |   |  |  |  |  | Punti | Pos. |
| ---- | -------- | -------------- |  |  |  |  |  |  |  |  |  |  | -- | - |  |  |  |  | ----- | ---- |
| 2018 |          | Ford Fiesta R5 |  |  |  |  |  |  |  |  |  |  | 13 | 5 |  |  |  |  | 0     |      |

| 2019 | Scuderia | Vettura                                 |  |  |  |     |   |    |  |     |  |  |  |  |   |  |  |  | Punti | Pos. |
| ---- | -------- | --------------------------------------- |  |  |  | --- | - | -- |  | --- |  |  |  |  | - |  |  |  | ----- | ---- |
| 2019 |          | Ford Fiesta R5 e Volkswagen Polo GTI R5 |  |  |  | Rit | 1 | 10 |  | Rit |  |  |  |  | 9 |  |  |  | 28    | 18º  |

| 2022 | Scuderia | Vettura                |  |   |  |    |     |  |     |  |  |    |  |  |  |  |  |  | Punti | Pos. |
| ---- | -------- | ---------------------- |  | - |  | -- | --- |  | --- |  |  | -- |  |  |  |  |  |  | ----- | ---- |
| 2022 |          | Škoda Fabia Rally2 Evo |  | 9 |  | 22 | Rit |  | Rit |  |  | 22 |  |  |  |  |  |  | 2     | 53º  |

| 2024 | Scuderia | Vettura               |  |  |  |  |     |    |  |  |  |    |  |  |  |  |  |  | Punti | Pos. |
| ---- | -------- | --------------------- |  |  |  |  | --- | -- |  |  |  | -- |  |  |  |  |  |  | ----- | ---- |
| 2024 |          | Škoda Fabia RS Rally2 |  |  |  |  | Rit | 16 |  |  |  | 11 |  |  |  |  |  |  | 0     |      |

| 2025 | Scuderia | Vettura               |  |    |  |    |    |    |    |  |  |  |  |  |  |  |  |  | Punti | Pos. |
| ---- | -------- | --------------------- |  | -- |  | -- | -- | -- | -- |  |  |  |  |  |  |  |  |  | ----- | ---- |
| 2025 |          | Škoda Fabia RS Rally2 |  | 15 |  | 18 | 31 | 12 | 13 |  |  |  |  |  |  |  |  |  | 0     |      |

| Legenda | 1º posto | 2º posto | 3º posto | A punti | Senza punti | Ritirato | Squalificato | NP=Non partito C=Gara cancellata | Apice=Power stage |

### WRC-2 Junior/WRC-2 Challenger
| 2022 | Scuderia | Vettura                |  |   |  |   |     |  |     |  |  |   |  |  |  |  |  |  | Punti | Pos. |
| ---- | -------- | ---------------------- |  | - |  | - | --- |  | --- |  |  | - |  |  |  |  |  |  | ----- | ---- |
| 2022 |          | Škoda Fabia Rally2 Evo |  | 3 |  | 8 | Rit |  | Rit |  |  | 5 |  |  |  |  |  |  | 0     |      |

| 2024 | Scuderia | Vettura               |  |  |  |  |     |    |  |  |  |    |  |  |  |  |  |  | Punti | Pos. |
| ---- | -------- | --------------------- |  |  |  |  | --- | -- |  |  |  | -- |  |  |  |  |  |  | ----- | ---- |
| 2024 |          | Škoda Fabia RS Rally2 |  |  |  |  | Rit | 15 |  |  |  | 10 |  |  |  |  |  |  | 1     | 54º  |

| 2025 | Scuderia | Vettura               |  |    |  |    |    |    |   |  |  |  |  |  |  |  |  |  | Punti | Pos. |
| ---- | -------- | --------------------- |  | -- |  | -- | -- | -- | - |  |  |  |  |  |  |  |  |  | ----- | ---- |
| 2025 |          | Škoda Fabia RS Rally2 |  | 13 |  | 16 | 27 | 12 | 9 |  |  |  |  |  |  |  |  |  | 2     |      |

| Legenda | 1º posto | 2º posto | 3º posto | A punti | Senza punti | Ritirato | Squalificato | NP=Non partito C=Gara cancellata | Apice=Power stage |

### WRC-3
| 2020 | Scuderia | Vettura                             |  |  |   |  |   |   |  |  |  |  |  |  |  |  |  |  | Punti | Pos. |
| ---- | -------- | ----------------------------------- |  |  | - |  | - | - |  |  |  |  |  |  |  |  |  |  | ----- | ---- |
| 2020 |          | Škoda Fabia R5 e Ford Fiesta Rally2 |  |  | 3 |  | 4 | 5 |  |  |  |  |  |  |  |  |  |  | 37    | 5º   |

| 2021 | Scuderia | Vettura           |  |  |  |   |     |  |  |  |  |  |  |  |  |  |  |  | Punti | Pos. |
| ---- | -------- | ----------------- |  |  |  | - | --- |  |  |  |  |  |  |  |  |  |  |  | ----- | ---- |
| 2021 |          | Citroën C3 Rally2 |  |  |  | 8 | Rit |  |  |  |  |  |  |  |  |  |  |  | 4     | 54º  |

| Legenda | 1º posto | 2º posto | 3º posto | A punti | Senza punti | Ritirato | Squalificato | NP=Non partito C=Gara cancellata | Apice=Power stage |

### Junior WRC
| 2005 | Scuderia | Vettura          |   |  |  |  |   |  |  |  |  |   |   |  |  |   |   |  | Punti | Pos. |
| ---- | -------- | ---------------- | - |  |  |  | - |  |  |  |  | - | - |  |  | - | - |  | ----- | ---- |
| 2005 |          | Citroën C2 S1600 | 4 |  |  |  | 1 |  |  |  |  | 1 | 1 |  |  | 2 | 1 |  | 0     |      |

| Legenda | 1º posto | 2º posto | 3º posto | A punti | Senza punti | Ritirato | Squalificato | NP=Non partito C=Gara cancellata | Apice=Power stage |

### WRC Masters Cup
| 2024 | Scuderia | Vettura               |  |  |  |  |     |   |  |  |  |   |  |  |  |  |  |  | Punti | Pos. |
| ---- | -------- | --------------------- |  |  |  |  | --- | - |  |  |  | - |  |  |  |  |  |  | ----- | ---- |
| 2024 |          | Škoda Fabia RS Rally2 |  |  |  |  | Rit | 4 |  |  |  | 2 |  |  |  |  |  |  | 50    | 3º   |

| 2025 | Scuderia | Vettura               |  |   |  |   |   |   |   |  |  |  |  |  |  |  |  |  | Punti | Pos. |
| ---- | -------- | --------------------- |  | - |  | - | - | - | - |  |  |  |  |  |  |  |  |  | ----- | ---- |
| 2025 |          | Škoda Fabia RS Rally2 |  | 3 |  | 4 | 4 | 1 | 1 |  |  |  |  |  |  |  |  |  | 117   |      |

| Legenda | 1º posto | 2º posto | 3º posto | A punti | Senza punti | Ritirato | Squalificato | NP=Non partito C=Gara cancellata | Apice=Power stage |